# Cristophyllarthrius decellei
Cristophyllarthrius decellei är en skalbaggsart som beskrevs av Jean François Villiers 1982. Cristophyllarthrius decellei ingår i släktet Cristophyllarthrius och familjen långhorningar. Inga underarter finns listade i Catalogue of Life.